# Cogolin
Cogolin – miejscowość i gmina we Francji, w regionie Prowansja-Alpy-Lazurowe Wybrzeże, w departamencie Var.
Według danych na rok 1990 gminę zamieszkiwało 7976 osób, a gęstość zaludnienia wynosiła 286 osób/km² (wśród 963 gmin regionu Prowansja-Alpy-W. Lazurowe Cogolin plasuje się na 84. miejscu pod względem liczby ludności, natomiast pod względem powierzchni na miejscu 365.).

## Geografia

### Geologia i rzeźba terenu
Miasto rozciąga się z zachodu na wschód przez całą dolinę, od podnóża masywu Maures, gdzie znajduje się sama miejscowość po Morze Śródziemne (z dwoma marinami: Marines de Cogolin i Port-Cogolin).

### Hydrografia i wody gruntowe
Strumień w mieście lub w dole rzeki:
- Cogolin przecina rzeka Giscle,
- rzeka Môle,
- strumienie: Grenouille, Val de Gilly, Sainte-Magdeleine, Canadel.

### Klimat
Gmina leży w strefie klimatu śródziemnomorskiego, łagodnym zimą i gorącym latem, sklasyfikowanym jako Csa w klasyfikacji Köppena.

## Szlaki komunikacyjne i transportowe

### Drogi
Przez gminę przechodzi droga krajowa Route nationale 98.

## Polityka i administracja
Wyborcy Cogolina od 2014 głosowali większością głosów na Zjednoczenie Narodowe. Funkcję burmistrza od 2014 pełni Marc-Étienne Lansade.